# (Get A) Grip (On Yourself)
(Get A) Grip (On Yourself) – pierwszy singel wydany pod szyldem The Stranglers w 1977 roku. Utwory na nim zawarte pochodzą z płyty Rattus Norvegicus. Zostały wydane na krążku winylowym o wielkości 7". Singel osiągnął wysokie jak na debiut 44. miejsce na UK Singles Chart, brytyjskiej liście najlepiej sprzedawanych singli.

## Utwory
Strona A
- „(Get A) Grip (On Yourself)” – 3:55

Strona B
- „London Lady” – 2:25

## Twórcy
- Jean-Jacques Burnel – gitara basowa, śpiew
- Hugh Cornwell – gitara, śpiew
- Dave Greenfield – instrumenty klawiszowe
- Jet Black – perkusja